# Thomas Ruyant
Thomas Ruyant est un navigateur professionnel français, né le 24 mai 1981 à Saint-Pol-sur-Mer, dans le département du Nord. Il gagne six courses transatlantiques sur quatre supports différents : la Mini Transat 2009, sur un Mini 6.50 prototype ; la Route du Rhum 2010, sur un Class40 ; la Transat AG2R 2018, sur un Figaro 2, avec Adrien Hardy ; la Transat Jacques-Vabre 2021, sur un Imoca, avec Morgan Lagravière ; la Route du Rhum 2022, sur un Imoca ; et la Transat Jacques-Vabre 2023 sur un Imoca, avec Morgan Lagravière. Il termine 7ème du Vendée Globe 2024-2025 
En 2023, son Imoca portait le nom For People. Pour 2024, il fait campagne pour  Advens et s'appelle  Vulnerable - Thomas Ruyant.

## Biographie

### Jeunesse et formation
Thomas Ruyant naît le 24 mai 1981 à Saint-Pol-sur-Mer, dans le département du Nord. Il vit ses 26 premières années dans la ville voisine, Dunkerque,. Il tire ses premiers bords à quatre ou cinq ans sur un bateau familial. Puis il effectue des stages d'Optimist. Au lycée, il découvre la navigation en équipage à bord du First Class 8. Il aime naviguer en solitaire sur Laser Radial, ou sur le bateau de son père, d'abord un Flush Poker, puis un Sprint 98. Il pratique aussi la course à pied et le hockey sur glace.
Il obtient une licence de STAPS et un master en management du sport. Il travaille quelques mois dans une agence de communication événementielle. Puis il est engagé à l'Uship accastillage de Dunkerque.

### Mumm 30 (2004 et 2005)
Ruyant se forme au centre régional de voile de Dunkerque, au Yacht club de la mer du Nord et à Dunkerque Plaisance. Au début des années 2000, il commence à envisager de faire une carrière dans la voile. En 2004, il court comme co-skipper à bord du Mumm 30 Défi Jean Bart. En 2005, il embarque sur un autre Mumm 30, Courrier Dunkerque,,. Cette année-là, il achète le prototype Mini 247 Yamomoye 2 (Nat'Che, de son nom de baptême), un plan Rogers de 1999 qu'il remet en état.

### Classe Mini (2006-2009)

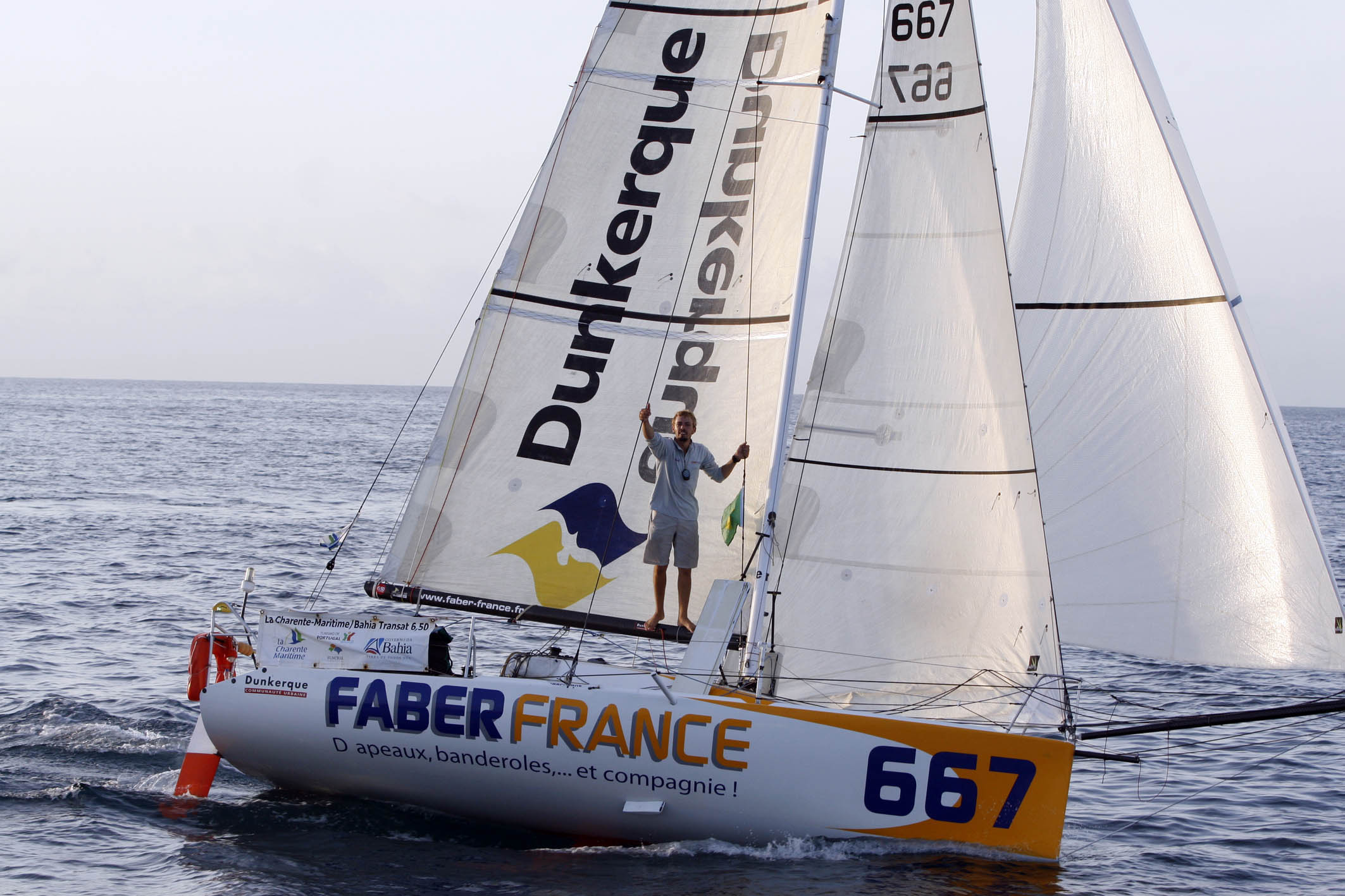
Thomas Ruyant arrive en vainqueur de la Mini Transat 2009 à Salvador de Bahia, sur Faber France.

En 2006, il obtient une bourse de la région Nord-Pas-de-Calais et de la Ligue régionale de voile. Elle lui permet de participer à la Mini Transat 2007. Nat'Che termine 22e, sur 46 prototypes. Cette année-là, Ruyant s'établit dans le Morbihan.
En 2008, il acquiert un nouveau bateau, le Mini proto Faber France, un plan Finot-Conq de 2006. À son bord, il gagne l'Open Demi-Clé, la Mini-Fastnet avec Yann Riou, et la Mini-Barcelona. En 2009, il gagne la Pornichet Select 6.50, la Mini Pavois et la Mini Transat. Toujours en 2009, équipier à bord du Farr 30 Courrier Dunkerque, il gagne le Tour de France à la voile,.

### Class40 et circuit Figaro (2010-2014)
En 2010, il passe au Class40, à bord de Destination Dunkerque, sponsorisé par Dunkerque Grand Littoral et Faber France. Pour lui, c'est encore une année faste. Il domine le circuit Class40. Il gagne le Grand Prix de Douarnenez, la Normandy Channel Race avec Tanguy Leglatin, le Record SNSM, La Chrono et la Route du Rhum.
De 2011 à 2013, parallèlement au Class40, Ruyant évolue sur le circuit Figaro pour s'aguerrir dans la course au large en solitaire.

### ImocaLe Souffle du Nord(2015 et 2016)

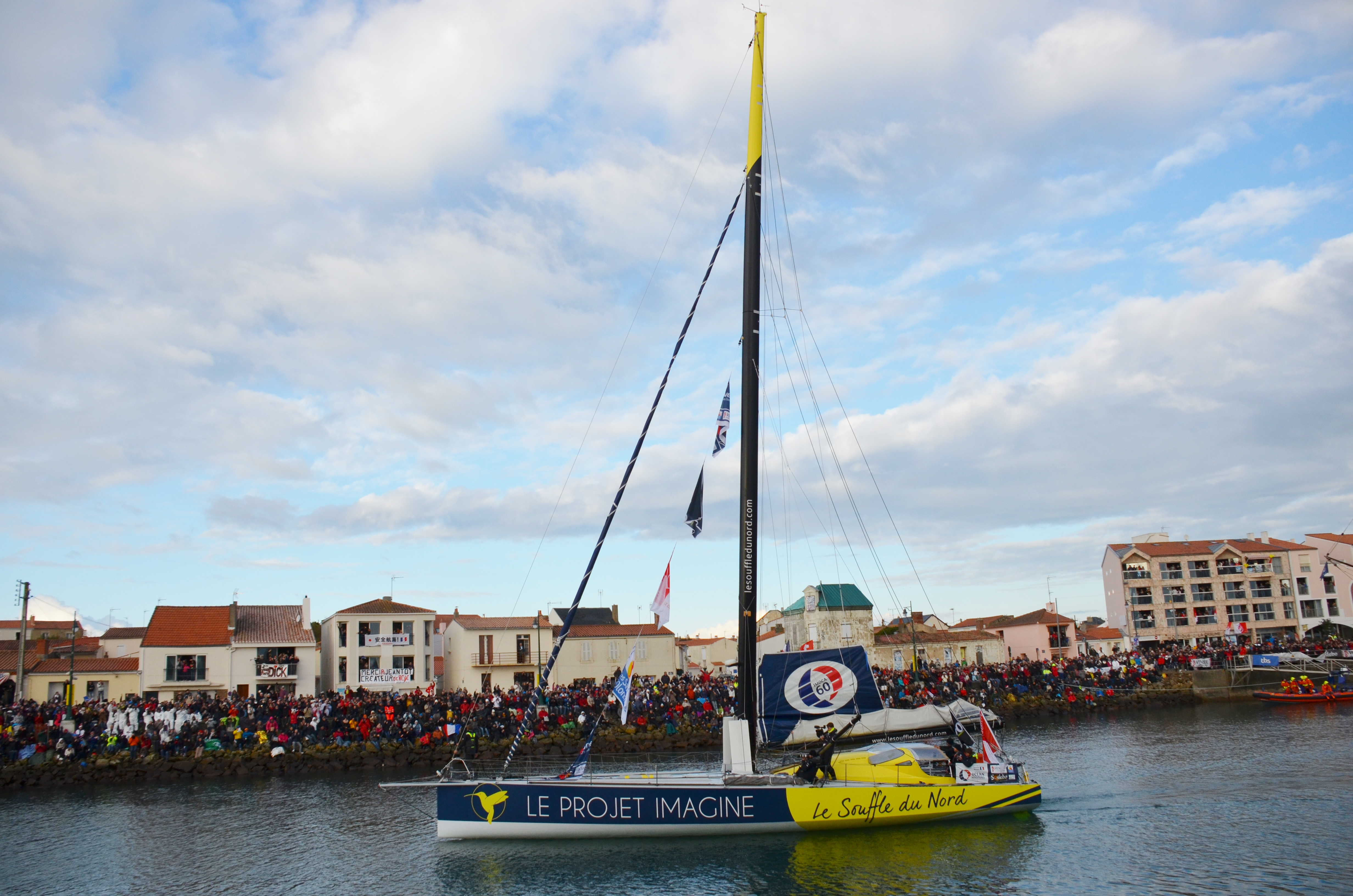
Le Souffle du Nord au départ du Vendée Globe 2016.

En 2015, Ruyant est contacté par l'association Le Souffle du Nord, qui veut aligner le bateau de l'ONG Projet Imagine sur le Vendée Globe 2016-2017. C'est ainsi que l'Imagine d'Armel Tripon (l'ancien Groupe Bel de Kito de Pavant), un Imoca mis à l'eau en 2007, devient Le Souffle du Nord pour Le Projet Imagine, et que Thomas Ruyant fait ses débuts dans la classe Imoca. Il court la Fastnet Race 2015 avec Adrien Hardy. Le duo termine 4e des Imoca. Il termine également 4e de la Transat Jacques-Vabre 2015.
Le 6 novembre 2016, Ruyant prend le départ du Vendée Globe, à bord du Souffle du Nord. Il est contraint à l'abandon le 18 décembre à la suite d'une collision avec un ofni au large de la Nouvelle-Zélande.

### ImocaAdvens(2019), devenuLinked Out(2020-2022)

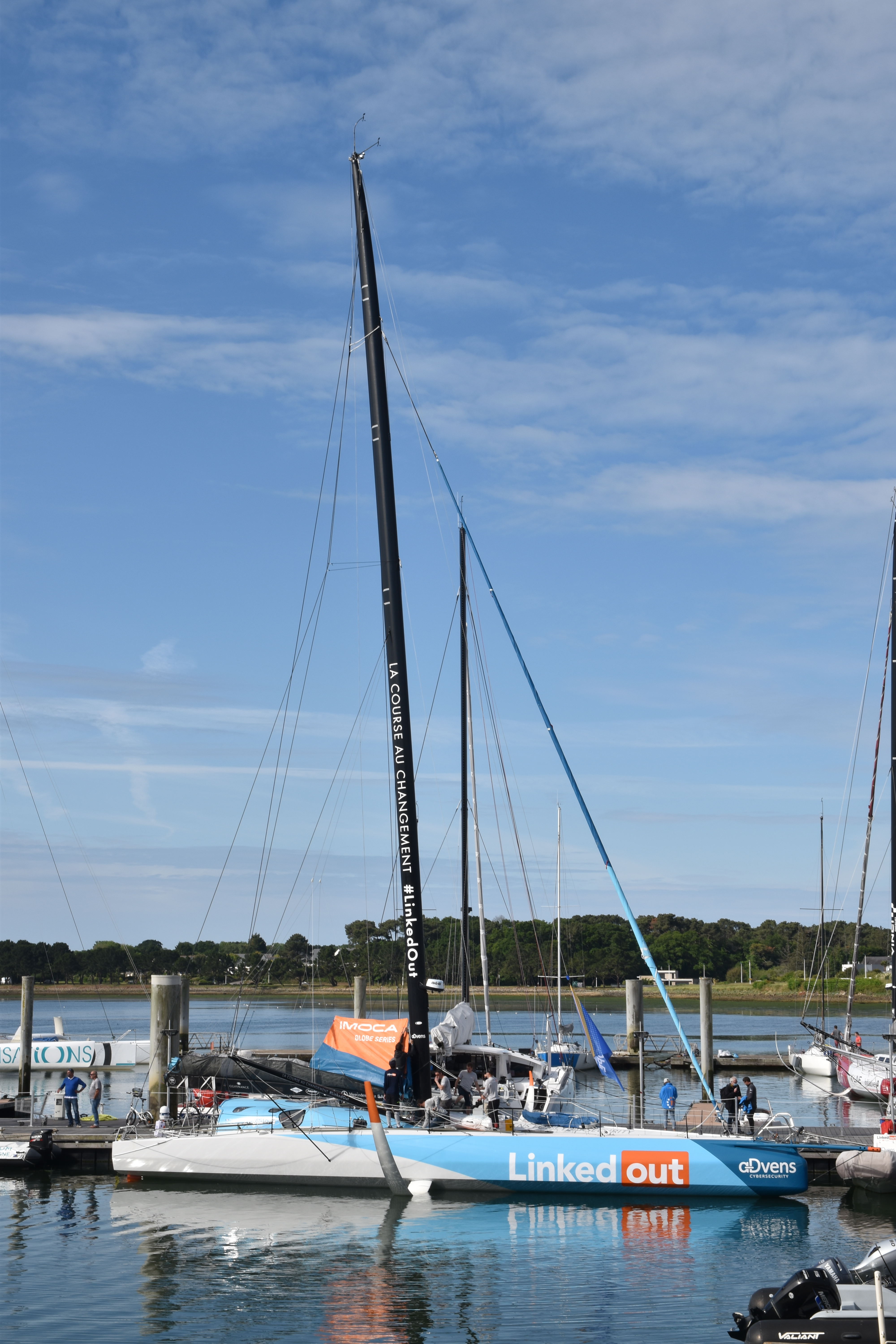
Linked Out à Lorient en mai 2021, la veille du départ de The Ocean Race Europe.

Avec Adrien Hardy, Thomas Ruyant remporte la Transat AG2R 2018 à bord du Figaro 2 Agir Recouvrement.
Toujours en 2018, Ruyant crée son écurie, le TR Racing. Il lance le chantier d'un Imoca plan Verdier sans avoir trouvé de partenaires financiers. Le bateau est construit en grande partie chez Persico Marine, à Bergame,. Douze entrepreneurs et organismes du département du Nord acceptent finalement d'aider le skipper.
En 2019, Ruyant prend part une quatrième fois à la Solitaire du Figaro. Il doit abandonner dans la deuxième étape.
Son Imoca est mis à l'eau à Lorient le 7 septembre. Il a le même nom de baptême que le premier Mini de Ruyant : Nat'Che. Le budget de fonctionnement pour la Transat Jacques-Vabre est assuré par l'entreprise de cybersécurité Advens,. Le premier nom de course du bateau est Advens for Cybersecurity. Dans la Transat Jacques-Vabre, Thomas Ruyant et Antoine Koch terminent à la cinquième place.
En 2020, Advens décide de changer le nom du bateau : il devient Linked Out. Ruyant termine 3e de la Vendée-Arctique-Les Sables-d'Olonne 2020. Puis il termine 6e du Vendée Globe 2020-2021.
En juin, Linked Out, skippé par Ruyant, termine 3e de The Ocean Race Europe, course en équipage. En novembre 2021, à bord de Linked Out, Ruyant et Morgan Lagravière remportent la Transat Jacques-Vabre.
Linked Out entre alors en chantier d'hiver. Il est remis à l'eau à la mi-avril 2022. En juin, Ruyant termine 3e de la Vendée-Arctique. En novembre, il remporte la Route du Rhum, établissant un nouveau record de l'épreuve en Imoca, en 11 jours, 17 heures, 36 minutes et 25 secondes. Après sa victoire de 2010 en Class40, c'est sa deuxième victoire en deux participations.

### ImocaFor People(2023)

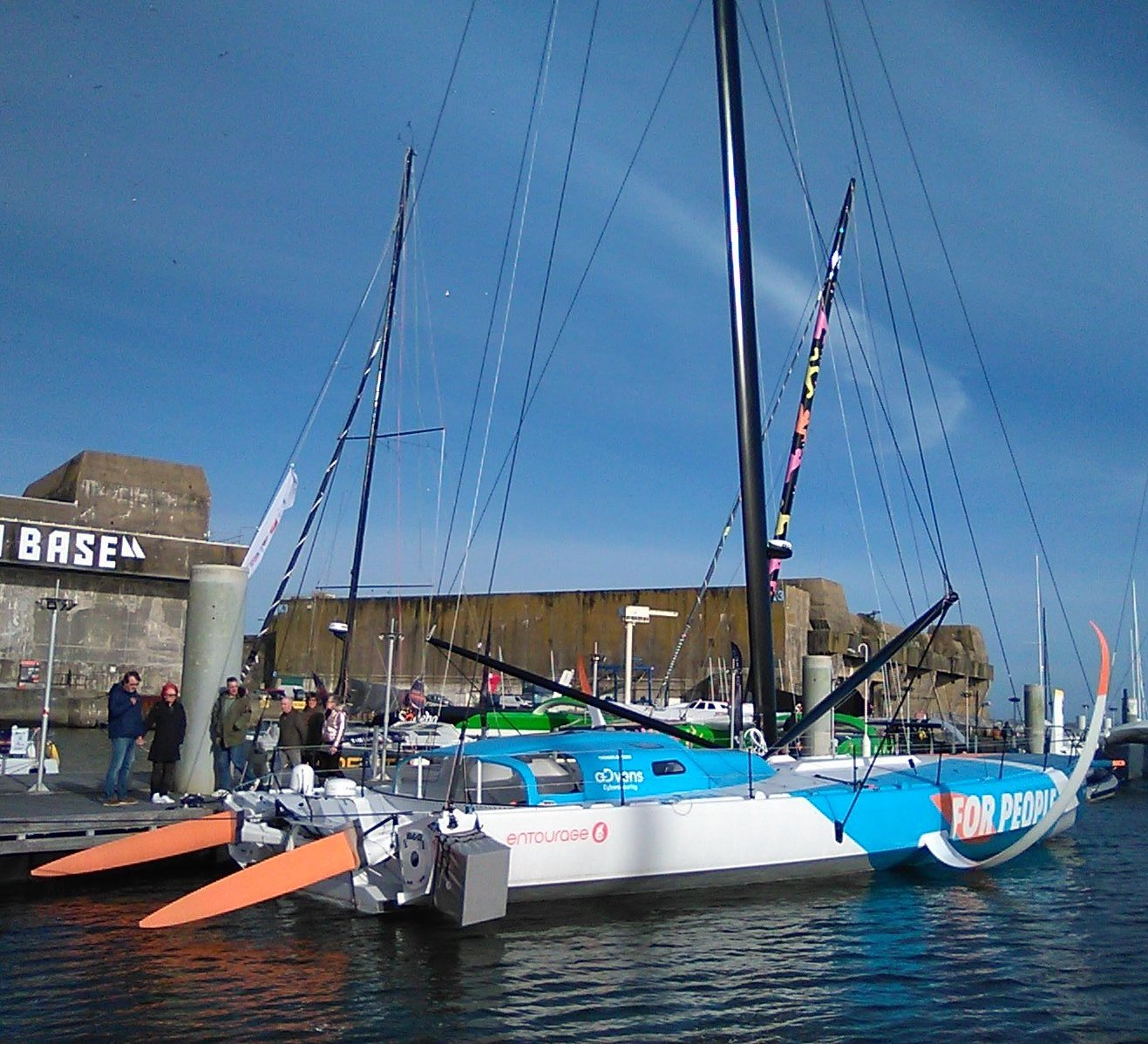
For People à Lorient en mars 2023.

Dès avril 2021, le TR Racing et Advens se concertent autour du projet d'un nouvel Imoca, avec pour objectif principal la victoire sur le Vendée Globe 2024-2025. Les plans sont confiés à Antoine Koch et au cabinet Finot-Conq, en liaison avec le bureau d'étude de TR Racing. La construction du moule d'Advens 2 débute en septembre. La construction de la coque est lancée en décembre chez CDK Lorient. 
Le 16 mars 2023, le bateau est mis à l’eau à Lorient. Son nom de course va être For People. « Il sera moins sur le fil du rasoir que Linked Out, dit Ruyant, et naviguera plus à plat… » Quant à Linked Out, il reste au sein de l'équipe de Ruyant. Confié au skipper Sam Goodchild, il prend le nom de For the Planet.
En mai 2023, barré par Thomas Ruyant et Morgan Lagravière, For People dispute et remporte sa première course, la Bermudes 1000 Race. En juillet, en tête de la Fastnet Race, Ruyant et Lagravière abandonnent lors de la première nuit en raison de « soucis techniques structurels ». For People regagne Lorient pour un chantier d'été. En septembre, Ruyant embarque avec Goodchild à bord de For the Planet pour le Défi Azimut. Le bateau termine 3e des 48 Heures. Le 27 septembre, For People est remis à l'eau. À son bord, le 19 novembre, le duo Ruyant-Lagravière gagne pour la deuxième fois consécutive la Transat Jacques-Vabre.
Thomas Ruyant a donc remporté six courses transatlantiques sur quatre supports différents :
- la Mini Transat 2009, à la barre d'un prototype Mini ;
- la Route du Rhum 2010, à la barre d'un Class40 ;
- la Transat AG2R 2018, à bord d'un Figaro 2 ;
- la Transat Jacques-Vabre 2021 à bord d'un Imoca[44] ;
- la Route du Rhum 2022, à la barre d'un Imoca ;
- la Transat Jacques-Vabre 2023, à bord d'un Imoca.

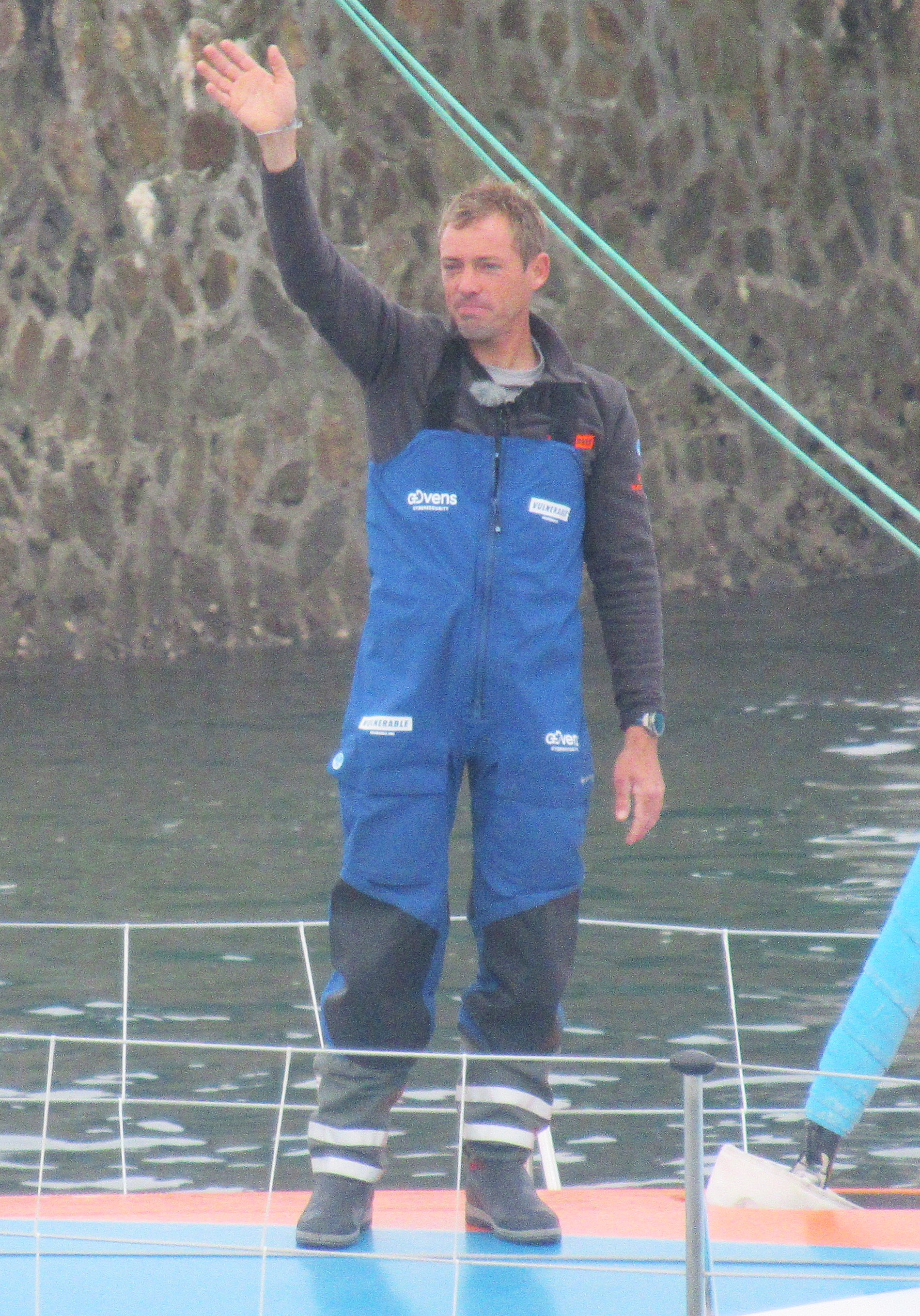
Au départ du Vendée Globe 2024-2025.

Le 4 décembre, dans la course en solitaire Retour à la Base, il établit un record de distance parcourue en 24 heures (539,94 milles), mais l'écart avec le record officiel est insuffisant pour une homologation. Le même jour, la grand-voile se déchire en deux. Ruyant continue la course sous voiles d'avant. Il termine 17e.

## Palmarès
- 2004 : 11e sur 12 du classement amateur du Tour de France à la voile, en tant que co-skipper avec Guillaume Delacroix du Mumm 30 Défi Jean Bart[49],[5]
- 2005 :
  - 6e du Spi Ouest-France en Mumm 30
  - 4e du Grand Prix de l'École navale, à bord du Mumm 30 Courrier Dunkerque[50]
  - 9e du Grand Prix de Pornichet en Mumm 30
  - 5e du Grand Prix du petit navire en Mumm 30
  - 18e du Championnat du monde de Mumm 30
  - 8e du Tour de France à la voile en Mumm 30
- 2006 :
  - 4e sur 15 des Triangles du soleil, à bord du Mini proto Faber France 247, avec Arnaud Vasseur[7]
  - 7e sur 18 de la Mini solo, à bord de Faber France 247[7]
  - 6e sur 21 de la Mini Max, à bord de Faber France 247, avec Arnaud Vasseur[7]
  - 16e sur 35 des Sables-Les Açores-Les Sables, à bord de Faber France 247[7]
- 2007 :
  - 8e sur 27 du Mini Pavois, à bord de Région Nord-Pas-de-Calais-Faber France 247[7]
  - Participation à la Pornichet Select 6.50 (abandon)[7]
  - Participation à l'Open Sail Simrad (abandon)[7]
  - 11e sur 23 solitaires proto de la Transgascogne, à bord de Région Nord-Pas-de-Calais-Faber France 247[7]
  - 22e sur 46 protos de la Mini Transat, à bord de Nat'Che 247[9],[7]
- 2008 :
  - 3e sur 15 de la Pornichet Select 6.50, à bord du Mini proto Faber France 667[10]
  - Vainqueur sur 15 de l'Open Demi-Clé, à bord de Faber France 667, avec Yann Riou[10]
  - 2e sur 27 du trophée Marie-Agnès Péron, à bord de Faber France 667[10]
  - Vainqueur sur 31 de la Mini-Fastnet, à bord de Faber France 667, avec Yann Riou[10]
  - Vainqueur sur 12 de la Mini-Barcelona, à bord de Faber France 667[10]
  - 7e du Spi Ouest-France en Open 7.50
  - 6e du National en Open 7.50

- 2009 :

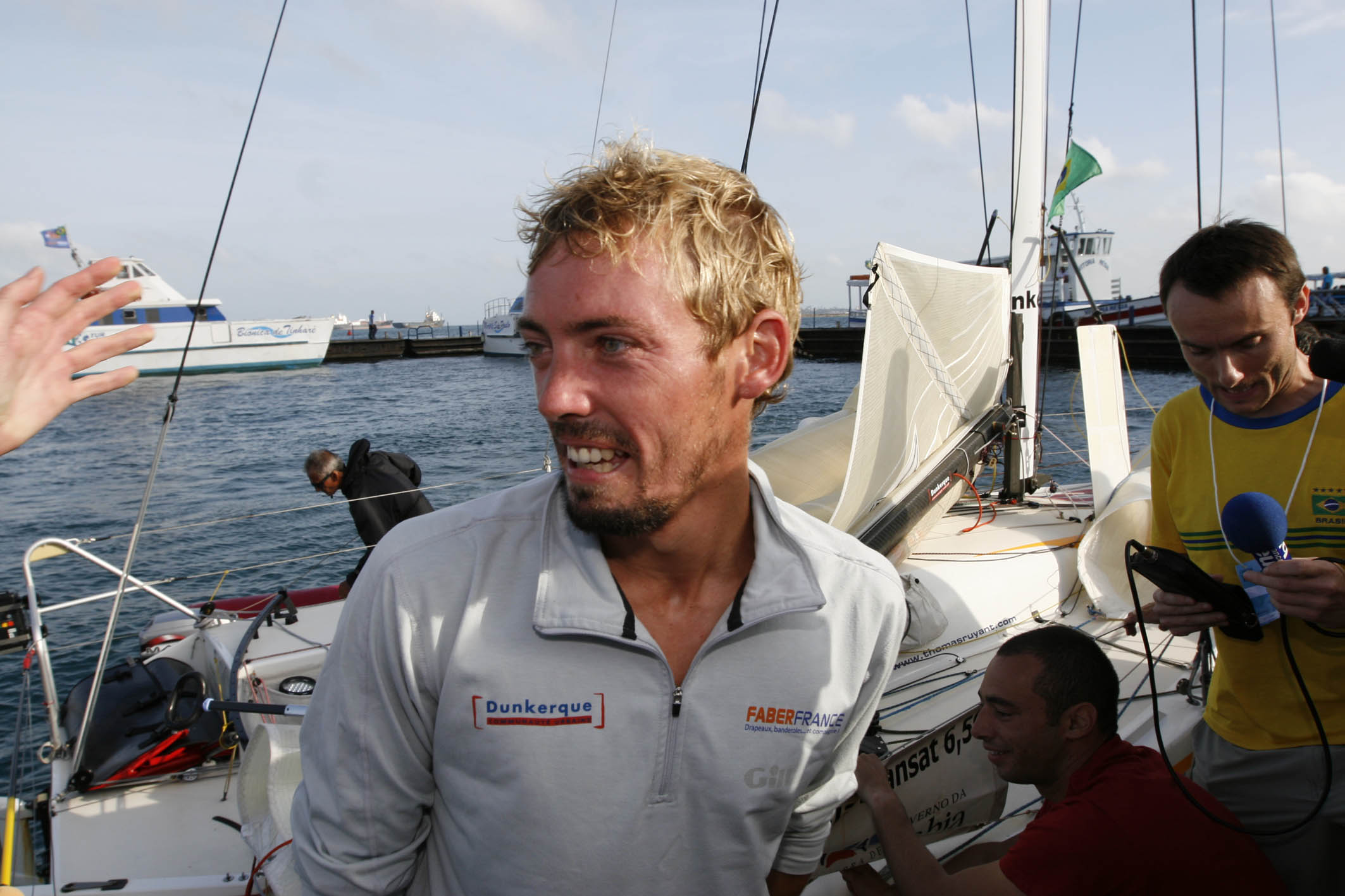
Thomas Ruyant, vainqueur de la Mini Transat en 2009.

  - Vainqueur sur 26 de la Pornichet Select 6.50, à bord de Faber France 667[10]
  - Vainqueur sur 26 de la Mini Pavois, à bord de Faber France 667[10]
  - 2e sur 11 de la Chrono 6.50, à bord de Faber France 667, avec Isabelle Joschke[10]
  - 3e sur 29 du Trophée Marie-Agnès Péron, à bord de Faber France 667[10]
  - 5e sur 32 de la Mini-Fastnet, à bord de Faber France 667, avec Guillaume Le Brec[10]
  - Vainqueur sur 36 protos de la Mini Transat, à bord de Faber France 667[3],[10]
  - Vainqueur du Spi Ouest-France en Farr 30[51]
  - Vainqueur du Tour de France à la voile, à bord du Farr 30 Courrier Dunkerque[3],[11]
- 2010 :
  - vainqueur du Grand Prix de Douarnenez à bord du Class40 Destination Dunkerque 88[12]
  - vainqueur de la Normandy Channel Race, à bord de Destination Dunkerque 88, avec Tanguy Leglatin[3],[12]
  - vainqueur du Record SNSM, à bord de Destination Dunkerque 88[3],[12]
  - vainqueur de La Chrono, à bord de Destination Dunkerque 88[12]
  - 4e du Championnat du monde de Class40, à bord de Destination Dunkerque 88[12]
  - vainqueur en Class40 de la Route du Rhum, à bord de Destination Dunkerque 88[12],[52]

- 2011 :

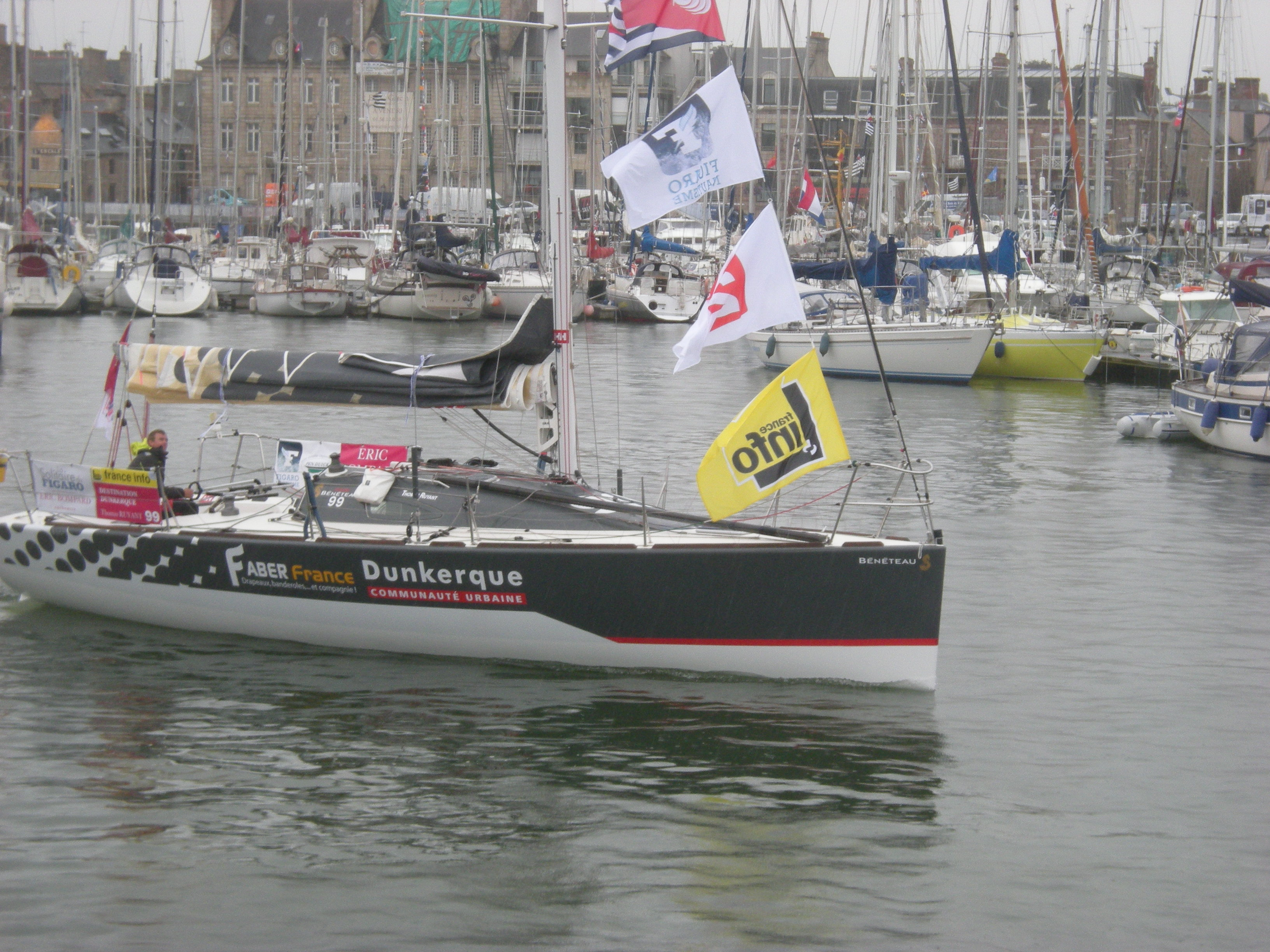
À la barre du Figaro 2 Destination Dunkerque 99, Ruyant sort du port de Paimpol pour rejoindre la ligne de départ de la Solitaire du Figaro 2012.

  - 21e sur 47 de la Solitaire du Figaro, à bord du Figaro 2 Destination Dunkerque 26[3],[53]
  - 6e de la Solo Les Sables[3]
- 2012 :
  - 16e sur 37 de la Solitaire du Figaro, à bord du Figaro 2 Destination Dunkerque 99[3],[54]
  - 5e du Championnat du monde de Class40, à bord de Port de plaisance de Roscoff 119, avec Bruno Jourdren, Jérôme Dupin, Jean-François Quemener, François Robert et Damien Cloarec[12]
- 2013 :
  - 4e en Figaro du Tour de Bretagne à la voile[3]
  - 25e sur 41 de la Solitaire du Figaro, à bord de Destination Dunkerque 99[3],[54]
  - 4e en Class40 de la Fastnet Race, à bord de Lord Jiminy 119, avec Bruno Jourdren, Jacques Caraës et Kito de Pavant[3],[12]
- 2014 :
  - 6e du Grand Prix Guyader, à bord du Class40 L'Express-Trepia 135, avec Pierre-Yves Lautrou, Erwan Tymen et Jean-André Hebel[12]
  - 3e de la Normandy Channel Race, à bord de L'Express-Trepia 135, avec Pierre-Yves Lautrou[12]

- 2015 :

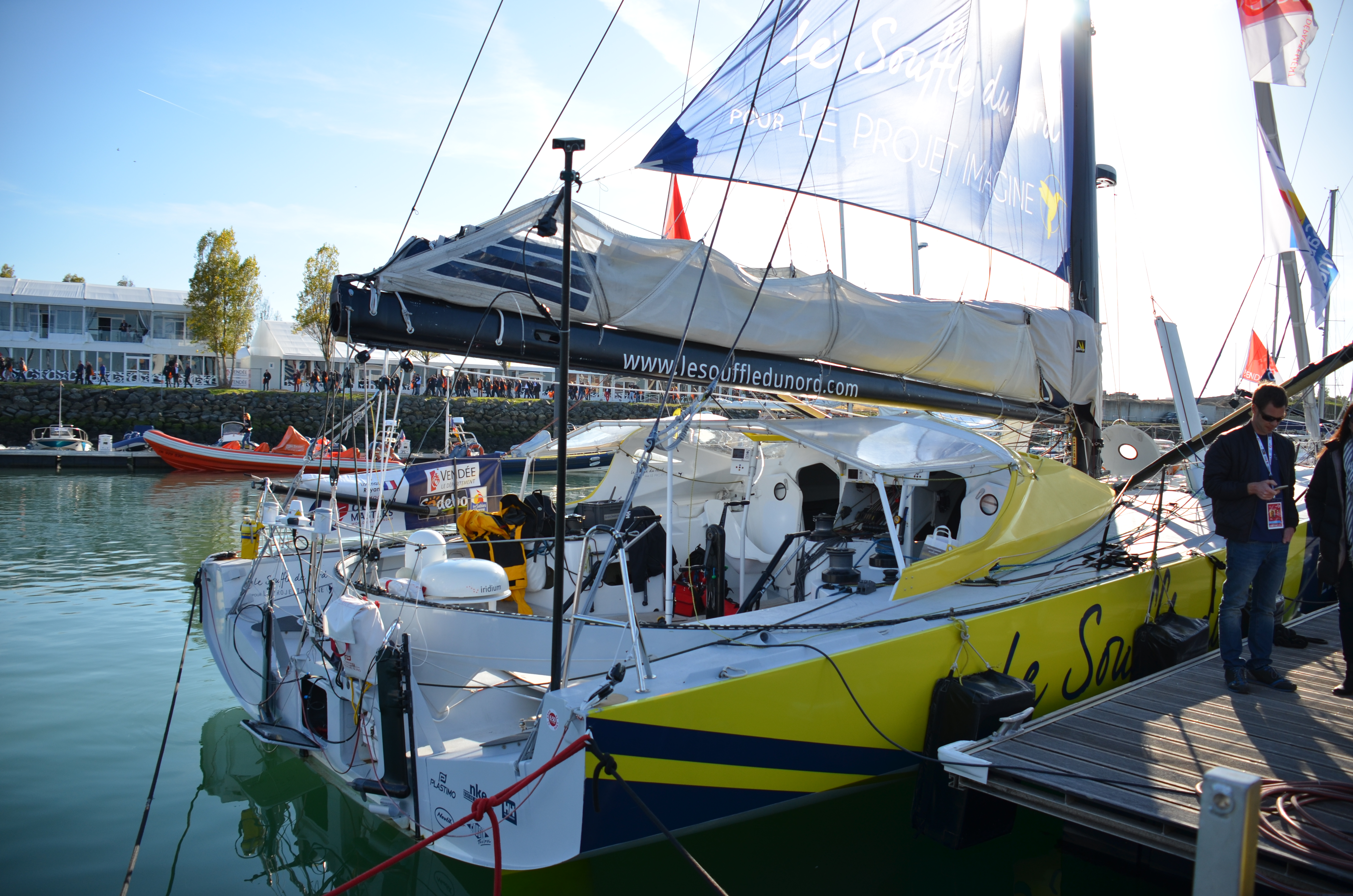
L'Imoca Le Souffle du Nord.

  - 4e en Imoca de la Fastnet Race, à bord du Souffle du Nord, avec Adrien Hardy[13]
  - 4e en Imoca de la Transat Jacques-Vabre, à bord du Souffle du Nord, avec Adrien Hardy[14]
- 2017 : 4e de la Transat Jacques-Vabre (Le Havre-Salvador de Bahia) avec Boris Herrmann, sur Malizia II, en 14 j 21 h 31 min 53 s
- 2018 : vainqueur de la Transat AG2R avec Adrien Hardy sur le Figaro 2 Agir Recouvrement[17]
- 2019 : 5e en Imoca de la Transat Jacques-Vabre (Le Havre-Salvador de Bahia), à bord d'Advens for Cybersecurity, avec Antoine Koch, en 14 j 7 h 55 min 41 s[55]
- 2020 :
  - 3e de la Vendée-Arctique-Les Sables-d'Olonne, à bord de Linked Out[56]
  - 9e des 48 heures du Défi Azimut, à bord de Linked Out
  - 2e des runs du Défi Azimut, à bord de Linked Out
  - 12e du Tour de Groix Azimut, à bord de Linked Out
- 2021 :
  - 6e du Vendée Globe, à bord de Linked Out, en 80 j 15 h 22 min 1 s. Ruyant a coupé la ligne en 4e position. Mais Jean Le Cam et Boris Herrmann, arrivés après lui, ont bénéficié de compensations pour avoir participé aux recherches du naufragé Kevin Escoffier[30].
  - 3e sur 5 Imoca dans The Ocean Race Europe, course en équipage, à bord de Linked Out[31]
  - vainqueur en Imoca de la Transat Jacques-Vabre (Le Havre-Fort-de-France), sur Linked Out, avec Morgan Lagravière, en 18 j 1 h 21 min 10 s[32]
  - vice-champion du monde de la classe IMOCA avec Morgan Lagravière

- 2022 :
  - abandon sur la Bermudes 1000 Race, à bord de Linked Out
  - 3e de la Vendée-Arctique, à bord de Linked Out[34]
  - vainqueur sur 38 Imoca de la Route du Rhum-Destination Guadeloupe, à la barre de Linked Out, en 11 j 17 h 36 min 25 s[35]
  - 3e au championnat du monde de la classe IMOCA

- 2023 :
  - vainqueur sur 13 de la Bermudes 1000 Race, à bord de For People, avec Morgan Lagravière[38]
  - 3e sur 34 des 48 Heures du Défi Azimut, à bord de For The Planet, avec Sam Goodchild[40]
  - vainqueur sur 40 Imoca dans la Transat Jacques-Vabre, à bord de For People, avec Morgan Lagravière[42]
  - 17e sur 32 dans le Retour à la Base, à la barre de For People[48],[41]

- 2024 :
  - 7e défi Azimut-Lorient Agglomération[57]
  - 5e New York Vendée - Les Sables d'Olonne[58]

- 2025 :
  - 7e du Vendée Globe, à bord de Vulnérable, en 75 j 16 h 47 min 27 s[59]